# Bulgariens parlament
Bulgariens Nationalforsamling (bulgarsk: Народно събрание, Narodno Sabranie) er Bulgariens parlament, parlamentet består af et kamre med 240 medlemmer, som vælges for en fireårig periode. Parlamentet bygget på et etkammersystem. Nationalforsamlingen blev oprettet i 1879 med det Tarnovo forfatningen, det reguleres dog igennem landets grundlov, der blev vedtaget i 1991.